# Лубана бінт Алі ібн аль-Магді
Лубана бінт Алі ібн аль-Магді (араб. لبانة بنت علي بن المهدي) — аббасидська принцеса, арабська поетеса та головна дружина халіфа аль-Аміна. Вона була донькою Алі, сина третього аббасидського халіфа аль-Магді.

## Походження
Її дідом був Мухаммад ібн Мансур аль-Магді, а бабусею була аббасидська принцеса Райта бінт ас-Саффа. Вона була племінницею халіфів Муси аль-Гаді та Гарун ар-Рашида.
Її дід аль-Магді одружився з Рейтою як своєю першою дружиною після повернення з Хорасана. Вона була дочкою халіфа Абу-ль-Аббас ас-Саффаха та його дружини Умм Саламаг, махзумітки. Вона народила двох синів, Убайдаллаха та Алі ібн аль-Магді.

## Життєпис
Лубана була дочкою аббасидського принца Алі ібн аль-Магді та онукою аль-Магді. Протягом останніх років довгого правління Гаруна ар-Рашида було укладено багато шлюбів між різними членами династії Аббасидів. Записано, що в Аль-Аміна було дві дружини: Аріб бінт аль-Мамунія та Лубана бінт Алі ібн аль-Магді, яка відзначалася своєю винятковою красою. Лубана була членом впливової династії Аббасидів. Вона взяла шлюб з Аль-Аміном, коли їй було сімнадцять чи вісімнадцять років. Цей шлюб мав політичне значення для Аль-Аміна, оскільки його зведений брат одружився з Умм Ісою, донькою халіфа Аль-Гаді . Її шанувала свекруха Зубайда бінт Джафар. Лубана також була арабською поетесою.
Однак аль-Амін помер, і їх шлюб так і не відбувся. Її засвідчена поезія містить оплакування його смерті: «О герою, що лежить мертвий на відкритому місці, зраджений своїми воєначальниками та охоронцями. Я плачу за тобою не через втрату моєї втіхи і товариства, але за твоїм списом, твоїм конем і твоїми мріями. Я плачу за своїм паном, адже овдовіла ще до нашої першої шлюбної ночі».
Її чоловіка вбили у 813 року. Після смерті аль-Аміна про Любану бінт Алі ібн аль-Магді відомо дуже мало. Вона померла у 820-х роках.

## Споріднені з нею халіфи
Халіфи, які були з нею пов'язані:
| № | Каліф          | Відношення |
| - | -------------- | ---------- |
| 2 | Аль-Мансур     | Прадід     |
| 3 | Аль-Магді      | Дідусь     |
| 4 | Аль-Гаді       | Дядько     |
| 5 | Гарун ар-Рашид | Свекор     |
| 6 | Аль-Амін       | Чоловік    |
| 7 | Аль-Мамун      | Швагер     |
| 8 | Аль-Мутасим    | Швагер     |